# Mistrovství Československa v atletice 1988
Mistrovství Československa mužů a žen v atletice 1988 v kategoriích mužů a žen se konalo v sobotu 16. července a v neděli 17. července v Praze na stadionu Evžena Rošického.

## Československé rekordy
- Milan Mikuláš na mistrovství překonal československý rekord ve skoku do dálky výkonem 825 cm a ve trojskoku výkonem 17,53 cm.

## Medailisté

### Muži
| Soutěž         | Zlato                                                                             | Stříbro                                                                       | Bronz                                                                          |
| 100 m          | Jiří Valík 10,38                                                                  | Ľuboš Chochlík 10,53                                                          | Jiří Mezihorák 10,63                                                           |
| 200 m          | Jiří Valík 20,81                                                                  | Jindřich Roun 20,97                                                           | Milan Bělošek 21,05                                                            |
| 400 m          | Luboš Balošák 46,55                                                               | Tomáš Komárek 47,26                                                           | Pavel Hýsek 47,28                                                              |
| 800 m          | Milan Drahoňovský 1:48,08                                                         | Pavel Hujer 1:48,84                                                           | Petr Mareš 1:48,93                                                             |
| 1500 m         | Radim Kunčický 3:48,87                                                            | Jan Kraus 3:49,26                                                             | Zdeněk Dúbravčík 3:49,37                                                       |
| 5000 m         | Jozef Výbošťok 13:58,70                                                           | Martin Vrábeľ 13:58,99                                                        | Zdeněk Mezulianik 14:00,37                                                     |
| 10 000 m       | Martin Vrábeľ 28:45.79                                                            | Ivan Uvizl 28:45.83                                                           | Václav Pařík 29:05.29                                                          |
| 110 m př.      | Pavel Šada 14,13                                                                  | Petr Obdržálek 14,32                                                          | Petr Mucha 14,47                                                               |
| 400 m př.      | Stanislav Návesňák 49,64                                                          | Petr Marinčič 49,95                                                           | Aleš Maňásek 51,44                                                             |
| 3000 m př.     | Luboš Gaisl 8:37,61                                                               | Marián Hunčík 8:48,69                                                         | Michal Pazdera 8:59,49                                                         |
| 4 × 100 m      | Pavel Holomek Zbyněk Vinš Karel Kopeček Jiří Mezihorák Sparta Praha 40.32         | Pavel Šáda Jindřich Pospíšil Josef Lomický Pavel Polomský Dukla Praha 40.50   | Petr Beck Miloš Prokopec Rostislav Pokorný Pavel Kubeš RH Cheb 42.16           |
| 4 × 400 m      | Karel Kopeček Milan Bělošek Stanislav Návesňák Jindřich Roun Sparta Praha 3:09.71 | Aleš Vyhnálek Tomáš Komárek Jindřich Pospíšil Pavel Hýsek Dukla Praha 3:09.79 | Lubor Vlach Hynek Strnad Petr Peukert Miloslav Zítka LIAZ Jablonec n/N 3:15.07 |
| Skok do výšky  | Róbert Ruffíni 226 cm                                                             | Vladimír Štalmach 218 cm                                                      | Jindřich Vondra 218 cm                                                         |
| Skok o tyči    | Zdeněk Lubenský 550 cm                                                            | František Jansa 530 cm                                                        | Vlastimil Jukl 500 cm                                                          |
| Skok daleký    | Milan Mikuláš 825 cm                                                              | Ivo Krsek 795 cm                                                              | Milan Gombala 773 cm                                                           |
| Trojskok       | Milan Mikuláš 17,53 m                                                             | Ivan Slanař 16,80 m                                                           | Pavel Wiedermann 16,20 m                                                       |
| Vrh koulí      | Remigius Machura 19,91 m                                                          | Richard Navara 19,64 m                                                        | Karel Šula 19,46 m                                                             |
| Hod diskem     | Imrich Bugár 65,36 m                                                              | Gejza Valent 61,76 m                                                          | Tomáš Panáček 60,92 m                                                          |
| Hod kladivem   | František Vrbka 69,06 m                                                           | Milan Malát 68,66 m                                                           | Pavel Sedláček 68,20 m                                                         |
| Hod oštěpem    | Zdeněk Nenadál 77,26 m                                                            | Libor Kverek 75,50 m                                                          | Vladimír Daněk 73,70 m                                                         |
| Desetiboj      | Petr Horn 6870 bodů                                                               | Lubomír Matoušek 6555 bodů                                                    | František Šmíd 6452 bodů                                                       |
| Chůze na 20 km | Jozef Pribilinec 1:21,34                                                          | Roman Mrázek 1:21,40                                                          | Pavol Blažek 1:23,41                                                           |

### Ženy
| Soutěž         | Zlato                                                                                | Stříbro                                                                               | Bronz                                                                                   |
| 100 m          | Renata Černochová 11,66                                                              | Daniela Weegerová 11,70                                                               | Monika Špičková 11,88                                                                   |
| 200 m          | Jana Niková 23,98                                                                    | Daniela Weegerová 24,01                                                               | Erika Suchovská 24,11                                                                   |
| 400 m          | Alena Paříková 52,66                                                                 | Helena Dziurová 53,60                                                                 | Taťána Slaninová 53,94                                                                  |
| 800 m          | Gabriela Sedláková 2:04,90                                                           | Jana Šmidáková 2:10,36                                                                | Pavla Soukupová 2:12,12                                                                 |
| 1500 m         | Věra Nožičková 4:13,99                                                               | Alena Močáriová 4:17,62                                                               | Monika Zientková 4:32,50                                                                |
| 3000 m         | Alena Močáriová 9:05,37                                                              | Jana Kučeríková 9:15,15                                                               | Mária Starovská 9:33,19                                                                 |
| 10 000 m       | Mária Starovská 33:22.19                                                             | Monika Hamhalterová 33:22.81                                                          | Silvia Vargová 35:40.87                                                                 |
| 100 m př.      | Jana Petříková 13,80                                                                 | Milena Tebichová 13,83                                                                | Blanka Hladká 13,93                                                                     |
| 400 m př.      | Zuzana Machotková 56,56                                                              | Anna Šulcová 1:00,13                                                                  | Lenka Sotonová 1:00,22                                                                  |
| 4 × 100 m      | Renata Kubelková Jana Křivánková Romana Špiková Daniela Weegerová Slavia Praha 47.64 | Jana Tomsová Dagmar Jechová Pavlína Karnovská Hana Váňová VŠ Praha 48.04              | Jana Faltusová Dagmar Vávrů Věra Koubová Monika Špičková Bohemians Praha 50.17          |
| 4 × 400 m      | Lucie Moszkorzová Anna Šulcová Taťána Slaninová Jana Niková TJ Vítkovice 3:40.25     | Lenka Pudilová Helena Dziurová Pavla Soukupová Zuzana Machotková Sparta Praha 3:42.19 | Helena Pušová Jaroslava Koubová Věra Nožičková Alena Paříková LIAZ Jablonec n/N 3:50.26 |
| Skok do výšky  | Šárka Kašpárková 183 cm                                                              | Ivana Geržová 183 cm                                                                  | Yvona Tichopádová 183 cm                                                                |
| Skok daleký    | Vanda Nováková 618 cm                                                                | Blanka Krátká 606 cm                                                                  | Emilie Szmeková 588 cm                                                                  |
| Vrh koulí      | Soňa Vašíčková 20,42 m                                                               | Helena Fibingerová 19,60 m                                                            | Alena Vitoulová 17,55 m                                                                 |
| Hod diskem     | Martina Polišenská 60,32 m                                                           | Olga Cinibulková 53,42 m                                                              | Kateřina Syrová 45,54 m                                                                 |
| Hod oštěpem    | Elena Revayová 58,56 m                                                               | Kateřina Kotmelová 53,52 m                                                            | Jitka Štolfová 50,64 m                                                                  |
| Sedmiboj       | Vanda Nováková 5700 bodů                                                             | Jana Schreibmeierová 5186 bodů                                                        | Petra Čabanová 4119 bodů                                                                |
| Chůze na 10 km | Jana Zárubová 48,57                                                                  | Ivana Brozmanová 49,51                                                                | Viera Toporeková 50,17                                                                  |